# Ландмилиция
Ландмилиция — род поселённого войска, существовавшего в России в 1713—1775 годах. Фактически это было Земское ополчение, ополчение из служилых людей низших разрядов.
Формировалась по региональному принципу. От других формирований типов войск Русской армии (РИА) нижние чины и офицеры ландмилиционных формирований отличались цветом мундира, а именно они имели на обмундировании:
- белые кафтаны, с красными воротниками, обшлагами и отворотами фалд;
- камзолы, красные;
- гамаши, серо-охренные;
- у гренадер, гренадерки, белый колпак с красным околышем.

Ландмилиция обходилась Российскому государству дешевле, чем формирования регулярной армии, так как её содержание возлагалось на население уездов юга и юго-запада России, позднее других регионов. С 1723 года для этой цели ввели особый налог — четырёхгривенный. В 1732 году к нему прибавили ещё 7 гривен налога. Итого приходилось платить «по рублю по 10 копеек с души». Особая денежная подать с жителей Юга России на содержание ландмилиции была отменена лишь в 1817 году.

## История
Слово ландмилиция (ланд нем. Land — страна, государство, милиция — от лат. Militia — военная служба, войско) начало упоминаться в России с 1709 года.
В 1713 году ландмилицией (земская милиция, милиция) стали именоваться государственные поселённые казацкие (слободские) полки на засечных линиях России. Для обороны юго-западной и южной границы России была устроена целая сеть непрерывных укреплённых линий с опорными пунктами (паланками, шанцами) (Украинская, Царицынская, Закамская), для их постоянной защиты и обороны и сформировывались новые формирования ландмилиции которая предназначалась уже не только для внутренней службы, но привлекалась также и к участию в походах против неприятеля, наряду с полевыми войсками РИА.

Лучше всех прочих живется офицерам ландмилиции, ибо поскольку русское дворянство не испытывает особенной склонности к военному делу и менее всего — к службе в Петербурге или других местах, где всё дорого и где проедаешь своё состояние, то те, кого не снедает честолюбие, стараются попасть в ландмилицию, где не приходится нести больших расходов и можно, когда двор о них почти позабудет, скорее получить отставку. Вообще надобно сказать, что в России военная служба не является доходной: офицер не имеет касательства к обмундированию, отпускам, вербовочным деньгам и т. д., и ему остается довольствоваться определенным по штату жалованьем. Говорят, правда, что некоторые выгоды есть у кирасир, их офицеры имеют преимущество перед офицерами всех других полевых полков.— К. Р. Берк, путевые заметки.

## Формирования

### Санкт-Петербургская ландмилиция
До 2005 г. в науке господствовала традиционная точка зрения, что ландмилиция в России появилась в 1713 г. Однако в 2006 г. историк Тихонов В. А. обнаружил в Российском государственном военно-историческом архиве документы, доказывающие существование в 1711—1719 гг. в Санкт-Петербургской губернии особой, санкт-петербургской, ландмилиции в составе четырёх полков.
Итак, Санкт-Петербургская ландмилиция была учреждена в 1711 г. губернатором, всесильным временщиком, «полудержавным властелином» Александром Даниловичем Меншиковым в составе четырёх полков (РГВИА. Ф. 2. Оп. 1. Д. 9. Л. 532—538; Д. 10. Л. 93-100, 103, 363, 403—408; Оп. 2. Д. 23. Л. 81; Оп. 3. Д. 28. Л. 207). Для комплектования этой ландмилицкой группировки единственный раз за всю историю русской рекрутской системы комплектования был объявлен не всероссийский, а губернский рекрутский набор. Главной целью формирования этой ландмилиции было смягчение бремени рекрутской повинности на население губернии, поскольку ландмилицкие солдаты Санкт-Петербургской ландмилиции фактически большую часть времени находились по домам. В 1719 г. с падением влияния А. Д. Меншикова на царя эта ландмилицкая группировка была ликвидирована.

### Украинская ландмилиция
Была учреждена в 1713 году, 2 февраля был обнародован указ Петра I о создании в Киевской губернии пяти ландмилицких полков, (без названия «украинская») для защиты границы от набегов крымских и перекопских татар. Состояла первоначально из 5 пехотных некомплектных полков и поселенцев (Засечной стражи) бывшей «Белгородской черты», обязанных военно-пограничной службой ещё со времен Ивана Грозного (городовые стрельцы и казаки).
В 1722 году к ландмилиции были причислены и украинские однодворцы; затем ей было предписано быть конной.
В 1729 году ландмилиция была усилена до 4 регулярных и 6 иррегулярных полков. В 1731 году эта ландмилиция была названа «украинской», в отличие от вновь сформированной «Закамской» ландмилиции, и переформирована в 4 пеших и 16 конных регулярных полков, состояние которых, вследствие недостаточности средств на содержание, было весьма жалким.
По представлению Миниха, все 20 полков в 1736 году были преобразованы в конную ландмилицию была названа «Украинский ландмилиционный корпус».
В 1762 году Пётр III приказал этому корпусу именоваться просто «украинский», и с тех пор наименование его ландмилицией прекратилось.
При Екатерине II полки его перестали быть поселёнными и расквартированы в украинских городах. В 1770 году эти полки были уравнены во всех отношениях с полевыми полками и вошли в общий состав армии, а название «Украинский корпус» уничтожено. Особая денежная подать с жителей Украины на содержание ландмилиции была отменена лишь в 1817 году.

### Закамская ландмилиция
Была учреждена Императрицей Анной Ивановной в 1736 году для защиты Оренбургского края от набегов степных кочевников, киргизов и башкир, и составлена из однодворцев, бывших стрельцов, пушкарей и других людей прежних служб, издавна поселённых в пограничных городках за Камой. Всего здесь сформированы были три конные полка и один пеший.
В 1771 году из конных полков были сформированы лёгкие полевые команды, а пеший, названный позже Алексопольским, был в 1796 году выведен в центральные губернии, и таким образом существование Закамской ландмилиции фактически прекратилось.

### Сибирская ландмилиция
Была учреждена Императрицей Елисаветой Петровной на южной границе Западной Сибири в 1761 году, состояла из одного драгунского полка и одного батальона пехоты, но уже в 1764 году батальон был расформирован, а драгунский полк в 1771 году направлен на сформирование лёгких полевых команд.

### Смоленская ландмилиция
Существовала в 1765—1775 годах и состояла только из Смоленского конного полка (бывшего Рославльского шквадрона), который в 1776 году был преобразован из поселённого в драгунский.

### Новороссийская ландмилиция
Существовал проект учреждения новороссийской ландмилиции, где предполагалось сформирование поселённого уланского полка, вооруженного саблями и пиками. Такой конный полк и был сформирован, но получил наименование Елисаветградского пикинёрного полка.

### Тобольская ландмилиция
Так в пограничных уездах, Селенгинском и Нерчинском, на Китайской пограничной линии были поселены четыре ландмилиционных пехотных полка из казаков Тобольской провинции.

## Галерея
Ландмилиция в XVIII веке:
- Украинская ландмилиция с 1713 по 1736 года.
- Нижние чины ландмилиции с 1736 по 1742 годы.
- Гренадер Ландмилицкой пехоты с 1763 по 1770 годы.
- Артиллерист ландмилицского пехотного полка с 1763 по 1770 годы.